# Ibrahim Matola
Ibrahim Matola är en malawisk politiker och oppositionsledare för United Democratic Front i Malawis parlament. Matola har bland annat förespråkat stärkta rättigheter för jordbrukarna i Malawi, däribland tobaksodlarna. Han har också uttryckt oro för att pressfriheten i Malawi är hotad.